# Гайдук, Олег Васильевич
Олег Васильевич Гайдук (род. 17 августа 1965, Киев, Украинская ССР, СССР) — украинский деятель в области связи, государственный служащий (до 2007), предприниматель. Председатель Правления ОАО «Укртелеком» (до 2003), председатель Национальной комиссии регулирования связи Украины (2005—2007). Почетный связист Украины. Имеет I ранг государственного служащего.

## Образование
- Киевский государственный университет им. Т. Г. Шевченко по специальности химия природных соединений (1982—1989)
- Национальная академия связи им. А. С. Попова в 2003 году по специальности телекоммуникации (2003)

Учился в Федеральном агентстве по чрезвычайным ситуациям США по тематике государственного управления в чрезвычайных ситуациях (1994—1995)

## Карьера
- 1983—1985 — срочная служба в Вооруженных Силах СССР.
- 1989—1992 — инженер Института коллоидной химии и химии воды АН Украины.
- 1991—1994 — эксперт, консультант Комиссии Верховной Рады Украины по вопросам Чернобыльской катастрофы.
- 1992—1993 — ведущий специалист Министерства по делам Чернобыля Украины.
- 1993—1996 — главный специалист, заведующий сектором, заместитель заведующего Отделом Кабинета Министров Украины. Создавал Правительственную информационно-аналитическую систему по вопросам чрезвычайных ситуаций, принимал участие в создании Сейсмической службы Украины, Страхового фонда документации Украины и МЧС.
- 1996—2000 — заместитель Министра Украины по вопросам чрезвычайных ситуаций и по делам защиты населения от последствий Чернобыльской катастрофы. Создавал систему связи и управления в чрезвычайных ситуациях, информационно-аналитический и кризисный центры МЧС, оперативно-спасательную службу Министерства, был инициатором участия Украины в международных спасательных операциях.
- 2000—2003 — заместитель Генерального директора, Генеральный директор, Председатель Правления ОАО «Укртелеком».
- 2004 — Заместитель министра экономики и по вопросам европейской интеграции Украины. Отвечал за информационно-аналитическое и научное обеспечение деятельности министерства, принимал участие в разработке и принятии многих законодательных и подзаконных актов.
- 2005—2007 — Председатель Национальной комиссии регулирования связи Украины.
- 2008—2013 — занимался консультированием в области связи, телекоммуникаций и чрезвычайных ситуаций, предпринимательством в сфере энергосбережения и энергоэффективности.
- 2013—2014 — Директор по информатизации и анализу НАЭК «Энергоатом». На предприятии внедрена ERP SAP.
- 2014 — по настоящее время — занимается предпринимательством в сфере телекоммуникаций и программного обеспечения.

## Общественная деятельность
- 2013–2014 — Председатель Постоянной комиссии «Конвергенция. Интернет. Широкополосный доступ» и член президиума Общественного совета при НКРСИ;
- Заместитель председателя Комитета электронных коммуникаций ТПП Украины.

## Разное
Автор идеи и куратор изданий украинского пособия "Опасные вещества в природе, промышленности и быту" издательство "Печатный дом Киевская научная книга", Киев, 1998 г. и учебника "Катастрофы и чрезвычайные ситуации" издательство "Форт", Харьков, 1998 г.
Автор 11 научных публикаций на тему переноса ионов Цезия-137 в природных и агро-химических системах, до 2002 года занимался научной деятельностью в этой сфере.
Владеет украинским, русским и английским языками.

## Награды
- Награжден Почетной Грамотой Верховной Рады Украины, ведомственными и церковными наградами, наградами других стран.
- Почетный связист Украины.